# Drobin (gromada)
Drobin – dawna gromada, czyli najmniejsza jednostka podziału terytorialnego Polskiej Rzeczypospolitej Ludowej w latach 1954–1972.
Gromady, z gromadzkimi radami narodowymi (GRN) jako organami władzy najniższego stopnia na wsi, funkcjonowały od reformy reorganizującej administrację wiejską przeprowadzonej jesienią 1954 do momentu ich zniesienia z dniem 1 stycznia 1973, tym samym wypierając organizację gminną w latach 1954–1972.
Gromadę Drobin z siedzibą GRN w Drobinie (wówczas wsi) utworzono – jako jedną z 8759 gromad na obszarze Polski – w powiecie płockim w woj. warszawskim, na mocy uchwały nr VI/10/13/54 WRN w Warszawie z dnia 5 października 1954. W skład jednostki weszły obszary dotychczasowych gromad Budkowo, Cieśle, Drobin, Karsy, Kuchary, Nagórki-Olszyny, Niemczewo, Nowa Wieś, Świerczynek i Tupadły ze zniesionej gminy Drobin w tymże powiecie. Dla gromady ustalono 27 członków gromadzkiej rady narodowej.
1 stycznia 1959 do gromady Drobin przyłączono wsie Młodochowo Nowe i Młodochowo Stare z gromady Gralewo w powiecie płońskim.
31 grudnia 1959 do gromady Drobin obszary zniesionych gromad: Biskupice (bez wsi Kozłowo), Rogotwórsk (bez wsi Dłużniewo Duże, Dłużniewo Małe, Sokolniki, Małachowo i Wampiły) i Dobrosielice (bez wsi Dziewanowo) w powiecie płockim; z gromady Drobin wyłączono natomiast wsie Młodochowo i Młodochowo Nowe, włączając je do gromady Gralewo w powiecie płońskim w tymże województwie.
1 stycznia 1961 do gromady Drobin przyłączono wsie Małachowo i Sokolniki z gromady Góra w tymże powiecie.
31 grudnia 1961 z gromady Drobin wyłączono wsie Stare Chabowo i Chabowo-Świniary, włączając je do gromady Słupia w tymże() powiecie.
Gromada przetrwała do końca 1972 roku, czyli do kolejnej reformy gminnej. 1 stycznia 1973 w powiecie reaktywowano gminę Drobin.